# Ruslan Masjtjenko
Ruslan Michailovitj Masjtjenko (ryska: Руслан Михайлович Мащенко), född den 11 november 1971 i Voronezj i Ryska SSR, Sovjetunionen, är en rysk före detta friidrottare som tävlade i häcklöpning.
Masjtjenkos första internationella mästerskapsfinal var VM 1995 i Göteborg då han slutade fyra på 400 meter häck på tiden 48,83. Han var även i final vid VM 1997 då han blev sexa, denna gång på tiden 48,62.
Vid inomhus-EM 1998 blev han guldmedaljör på 400 meter slätt och vid EM-utomhus i Budapest samma år blev han silvermedaljör på 400 meter häck.
Han deltog vid Olympiska sommarspelen 2000 där han emellertid blev utslagen i semifinalen. Vid inomhus-VM 2001 blev han silvermedaljör i stafett över 4 x 400 meter. 
Hans sista stora mästerskap blev EM 2002 då han slutade sjua på 400 meter häck. Dessutom blev han silvermedaljör i stafett.

## Personliga rekord
- 400 meter - 45,89
- 400 meter häck - 48,06